# Tipula (Lunatipula) lassenensis
Tipula (Lunatipula) lassenensis is een tweevleugelige uit de familie langpootmuggen (Tipulidae). De soort komt voor in het Nearctisch gebied.